# Andreas Concius
Andreas Concius (* 25. November 1628 in Narzym, Ostpreußen; † 16. Mai 1682 in Königsberg (Preußen)) war ein deutscher Mathematiker.

## Leben
Concius studierte zunächst an der Universität Königsberg und ging 1649 an die Universität Wittenberg, wo er am 22. April 1650 an der philosophischen Fakultät den akademischen Grad eines Magisters erwarb. Im Anschluss daran unternahm er eine damals übliche Bildungsreise, die ihn durch Deutschland und Holland führte.
Zurückgekehrt nach Königsberg wurde er als Professor der Mathematik an die Universität berufen. 1658 wurde er Oberinspektor des Kollegiums und 1664 übernahm das Rektorat der Schule in der Königsberger Altstadt. Während seiner Schaffensphase hat er eine Geographie herausgegeben, über den Unterschied des alten und neuen Kalenders geschrieben und sich mit der Anfertigung von Kalendern beschäftigt.

## Schriften
- Discriptionem mathematico Historico geographicam
- Disp. Do Iride
- De Succino
- Selonographiam

Originalwerke, Online-Ausgabe der Sächsischen Landesbibliothek – Staats- und Universitätsbibliothek Dresden:
- Exercitatio Physico-Optica De Iride. Regiomonti 1649
- Physischer Dißcurs vom Stein der Weisen Der sonsten Lapis Philosophorum genennet wird. Königsberg 1656